# Пиратская радиостанция
Пиратская радиостанция или пиратское радио — радиостанция, осуществляющая нелицензированное (то есть так называемое «пиратское») вещание в эфире.

## История
Первоначально радио было открытым и неограниченным полем деятельности любителей и вообще изобретателей и экспериментаторов. ВМС США начали использовать радио для передачи сигналов точного времени и прогнозов погоды на восточном побережье США в 1890-х годах. До изобретения электровакуумных ламп, первые энтузиасты радио использовали шумные искровые передатчики, такие как первые передатчики на базе технологии модуляции искрового промежутка, продвигаемые первым аудио (а не телеграфным) радиоведущим Чарльзом Херрольдом в Сан-Хосе, штат Калифорния, или печально известной катушки Румкорфа, используемой почти всеми ранними экспериментаторами. Военно-морской флот США вскоре начал жаловаться прессе, что любители мешают морским передачам. Так, 25 мая 1907 года издание Electrical World в статье под названием «Wireless and Lawless» (Беспроводные и беззаконные) сообщало, что власти были не в состоянии предотвратить вмешательство любителей в функционирование государственной станции в Вашингтон-Нейви-Ярд, округ Колумбия, применяя лишь разрешённые законом средства.
В преддверии Лондонской радиотелеграфной конвенции 1912 года (по существу международного джентльменского соглашения по использованию радиодиапазона, не являвшегося обязательными и, в открытом море, полностью недействительным), и на фоне опасений по поводу безопасности морского радио, последовавших за гибелью «Титаника» 15 апреля того же года (хотя никогда не было утверждений о радиопомехах в том случае), New York Herald от 17 апреля 1912 года вышла со статьей на первой полосе «President Moves to Stop Mob Rule of Wireless» (Президент принимает меры к прекращению радиобеззакония), в которой была высказана инициатива президента Уильяма Говарда Тафта регулировать общественный эфир.
Когда «Закон о регулировании радиосвязи» был принят 13 августа 1912 года, любители и экспериментаторы не были изгнаны из эфира; скорее, любителям был назначен их собственный частотный спектр, и были введены лицензирование и позывные. Регулируя общественные радиоволны, президент Тафт, тем самым, создал правовое пространство для незаконных радиотрансляций.
Закон о радио 1912 года дал президенту законное разрешение на закрытие радиостанций «во время войны», и в течение первых двух с половиной лет Первой мировой войны, до вступления в неё США, президент Вильсон поручил ВМС США мониторить радиостанции США, номинально, чтобы «обеспечить нейтралитет». Военно-морской флот использовал это право, чтобы закрыть любительское радио в западной части США (США была разделена на два гражданских радио-«района» с соответствующими позывными, начиная с «К» на западе и «W» на востоке, в качестве нормативных мер; флоту были назначены позывные, начинающиеся с «N»). Когда Вильсон объявил войну Германии 6 апреля 1917 года, он также издал распоряжение закрыть большинство радиостанций, не нужных правительству США. ВМФ США пошёл ещё дальше и заявил, что незаконно слушать радио или обладать приёмником или передатчиком в США, но были сомнения, имели ли они право издавать такой приказ даже во время войны. Запрет на радио был снят в США в конце 1919 года.
В 1924 году, нью-йоркская радиостанция WHN была объявлена «вне закона» Американской телефонной и телеграфной компанией (AT&T) за нарушение торговых лицензий, которые позволили лишь AT&T-станциям продать эфирное время на их передатчиках. В итоге дело слушалось в суде, в ходе которого министр торговли Герберт Гувер публично выступил в защиту станции. И хотя AT&T выиграла дело, поднятая шумиха была такова, что эти ограничительные положения лицензии передатчика никогда не соблюдались.
В 1927 году было образовано федеральное ведомство, Федеральная комиссия по радио, заменённое в 1934 году Федеральной Комиссией по связи. Эти учреждения стали применять правила на позывные, назначения частот, лицензирование и приемлемое содержания для вещания.
Первая известная радиостанция в мире, осуществлявшая коммерческое вещание с судна в международных водах без разрешения властей, появилась в Дании. Станция была названа Radio Mercur и начала трансляцию 2 августа 1958 года. В датской прессе она вскоре получила название «пиратское радио».
В 1960-е годы стали массово появляться пиратские радиостанции, которые молниеносно завоевывали огромную популярность среди радиослушателей. Пиратские радиостанции зачастую формировали свой репертуар из новой популярной музыки, что стало залогом их успеха.
21 апреля 1960 года, из вод у берегов Голландии, начала трансляцию сигнала первое пиратское Радио Вероника. Radio Veronica было организовано продавцами розничной торговли в Нидерландах с целью рекламы своего товара. Трансляция велась с плавающего маяка Borkum Riff, стоявшего в нейтральных водах. Судно было оснащено горизонтальной антенной между передними и задними мачтами, и передатчиком в 1 кВт.
Позже, в 1964 года у берегов Великобритании начала работу офшорная пиратская радиостанция Radio Caroline, вещавшая британскую рок-музыку. С самого начала Томас Лодж приступил к работе в качестве диджея и директора программ этой радиостанции.
Его книга «Корабль, который покачнул мир» (The Ship that Rocked the World) описывает время, проведенное там. Он взял эксклюзивное интервью у начинающей группы Beatles. Это был исторический момент для Лоджа, который знал многих хитовых звёзд рок-н-ролла Британского вторжения. Бывший участник ансамбля Beatles Пол Маккартни высказался, что Лодж должен был получить титул рыцаря за свой вклад по запуску ансамблей Британского вторжения в эфир. Позже «Радио Кэролайн» вела трансляции с судна, стоявшего в нейтральных водах, и с самолётов. Радиостанция вещает и поныне.
Популярность пиратов сказалась на всём музыкальном рынке, и в середине 1960-х годов началась борьба с несанкционированным вещанием.
В СССР радиопираты использовали устройство, именуемое «шарманка» (в основном в диапазоне СВ). Органами власти такая деятельность расценивалась как хулиганство.
В настоящее время ряд пиратских радиостанций (в Европе, в США) продолжают вещание на средних волнах, коротких волнах и через интернет.

## В произведениях искусства
- х/ф «Врубай на полную катушку» (1990, Канада)
- х/ф «Рок-волна» (2009, Великобритания)
- х/ф «Дом Солнца» (2010, Россия)